# JoJolion
JoJolion (ジョジョリオン?, Jojorion) è l'ottava serie del manga Le bizzarre avventure di JoJo di Hirohiko Araki. È stata pubblicata mensilmente e a capitoli da maggio 2011 ad agosto 2021 sulla rivista Ultra Jump di Shūeisha e in seguito raccolta in 27 volumi tankōbon.
La serie è ambientata a Morioh-Cho, dove si era già svolta la quarta serie Diamond Is Unbreakable, ma nell'universo parallelo di Steel Ball Run.

## Trama
In seguito al terremoto di Sendai, è spuntata dal sottosuolo a un centinaio di metri dalle coste della città di Mōrio-Cho  una cinta di mura di terra, soprannominato Mura di Occhi dai bambini di una scuola elementare della città. Una ragazza di nome Yasuho Hirose (stand: Paisley Park) soccorre un misterioso ragazzo, mezzo sepolto dalla terra, vicino ad uno dei Muri. Il ragazzo, nudo (eccezion fatta per un cappello da marinaio) e confuso, ha una voglia a forma di stella sulla spalla sinistra, circondata da quello che sembra essere un morso umano ancora sanguinante, ed ha la bizzarra caratteristica anatomica di avere quattro testicoli. Privo di casa e di ricordi propri, il ragazzo viene adottato dalla ricca famiglia Higashikata (discendenti di Norisuke Higashikata, uno dei partecipanti della Steel Ball Run) e assume il nome datogli da Yasuho, Josuke (stand: Soft & Wet). Josuke scopre di essere un ibrido di due persone differenti: Yoshikage Kira (stand: Killer Queen, Sheer Heart Attack), trovato morto vicino a Josuke presso il muro di occhi, senza testicoli; e Josefumi Kujo (stand: Soft & Wet), un ragazzo che decide di aiutare Yoshikage nell'usare il Rokakaka (frutto che, se mangiato, fa scattare un fenomeno chiamato "scambio equivalente", in cui viene istantaneamente guarita una qualsiasi ferita in cambio della trasformazione in pietra di una parte casuale del corpo) per guarire una misteriosa malattia che colpisce Holly Kira, madre di Yoshikage, che la trasforma lentamente in pietra e attualmente in coma. La bizzarra trasformazione avviene quando Josefumi e Yoshikage, ormai in fin di vita in seguito a un combattimento contro l'organizzazione per il contrabbando del Rokakaka, mangiano il frutto per poter guarire le loro ferite: lo scambio equivalente agisce in modo che nasca una persona nuova, ma lasciando morire i due corpi originali. Josuke, una volta venuto a sapere della sua "nascita", decide di finire ciò che Josefumi e Yoshikage avevano iniziato: recuperare il Rokakaka per salvare Holly.
I primogeniti della famiglia Higashikata sono colpiti dalla stessa malattia di Holly, con l'unica differenza che agisce dopo aver compiuto i dieci anni di età, come una maledizione. Tsurugi (stand: Paper Moon King), figlio di Jobin (stand: Speed King) e nipote di Norisuke IV (stand: King Nothing) è il prossimo ad essere colpito da questa malattia. Jobin intende impossessarsi del Rokakaka per guarire Tsurugi e salvare la stirpe Higashikata. Norisuke IV dice a Josuke che l'albero del Rokakaka è presente nel giardino della residenza Higashikata, ma non è in grado di riconoscerlo. Così quest'ultimo si incontra con Rai Mamezuku (stand: Doggy Style), esperto di piante che aiuta Josuke nella sua missione. Una volta individuato il ramo del Rokakaka, Jobin incendia il giardino della residenza Higashikata come diversivo per rubarlo. Facendo però credere a Josuke e Rai che sia stato portato all'Ospedale dell'Università TG di Mōrio-Cho, assieme a molti altri.
Giunti sul posto, i due cominciano a cercare Satoru Akefu, direttore sanitario a capo dell'ospedale per sapere dove si trova il Rokakaka all'interno della struttura e recuperarlo. Ma si accorgono presto che accade qualcosa di strano: dei fenomeni (detti "calamità") si intromettono nell'inseguimento impedendo loro di avvicinarsi in alcun modo a Satoru. Josuke e Rai scoprono che Satoru non è altro che Wonder of U, stand di Tooru (ex fidanzato di Yasuho, direttore dell'ospedale e uomo roccia, un essere che può trasformarsi in pietra per sopravvivere in ambienti estremi e all'apparenza eternamente giovane), che intende utilizzare il Rokakaka per creare medicine e venderle in tutto il mondo per ricevere fama e ricchezza. Dopo una serie di letali combattimenti in cui tutti i frutti del Rokakaka presenti all'interno dell'ospedale vengono distrutti, alla residenza Higashikata Josuke riesce con l'aiuto di Yasuho a ferire Tooru che intende utilizzare il Rokakaka posseduto da Jobin per guarirsi, ma viene definitivamente sconfitto da Kaato (Ex moglie di Norisuke e madre di Jobin , Hato , Joshu,
La storia si conclude con la guarigione di Tsurugi, la signora Holly ancora in coma, Josuke che scopre che la madre di Josefumi è ancora alla disperata ricerca del figlio e la possibilità che il Rokakaka, siccome non si trova più in città, possa ancora esistere nelle isole a sud di Mōrio-Cho.

## Personaggi

### Protagonisti
- Josuke Higashikata (東方 定助?, Higashikata Jōsuke)

Protagonista della serie. Viene trovato da Yasuho, svenuto e nudo, in prossimità dei Muri di Occhi. Non ricorda nulla del suo passato, né di come si chiami, né da dove provenga. Inizialmente ritenuto essere un uomo di nome Yoshikage Kira, scopre di non essere lui in quanto il corpo del vero Kira viene trovato, senza vita, a poca distanza dal luogo del suo stesso ritrovamento. Viene poi adottato dalla famiglia Higashikata, mentre Yasuho gli dà il nome Josuke (come quello del protagonista della quarta serie, ma scritto con kanji diversi), in quanto le ricorda il suo cane così chiamato. Ha il compito di badare alla figlia più giovane della famiglia, Daiya.
Alto e muscoloso, veste con un completo da marinaio. Ha una voglia a forma di stella sulla spalla sinistra, ed all'inizio della storia era circondato dai segni di un morso. È inoltre dotato di diverse bizzarre caratteristiche: è in grado di misurare con precisione qualsiasi cosa ad occhio nudo, non riesce a dormire se il suo corpo non è sottoposto a pressione (spesso dorme incastrato tra il materasso e la base del letto), ed ha quattro testicoli anziché due soli.
Nel 13º Tankobon viene rivelato che Josuke è in realtà Josefumi Kujo (空条 仗世文?, Kūjō Josefumi), il cui corpo è stato alterato per effetto dello "scambio equivalente" prodotto dal frutto Rokakaka, il quale ha trasferito in lui tratti del defunto Yoshikage Kira.
Stand: Soft & Wet (ソフト・＆・ウェット?, Sofuto Ando Wetto) - è uno Stand dall'aspetto umanoide con un simbolo a forma di ancora sul petto. Il suo potere consiste nel rilasciare bolle dalla voglia sulla spalla di Josuke: una volta che la bolla scoppia a contatto con un oggetto o una persona, può rubare e privare una sua caratteristica (per esempio, Joushuu perde per qualche secondo la vista). Sembra però che Josuke non possa usare il potere dello Stand su sé stesso.
- Yasuho Hirose (広瀬 康穂?, Hirose Yasuho)

Giovane studentessa universitaria che vive a Morio-Cho. Trova Josuke mezzo sepolto sotto ai Muri di Occhi, e decide di assisterlo nella ricerca della sua identità e dei suoi ricordi. È lei a battezzare il protagonista con il nome di Josuke, lo stesso nome del suo cane. È amica d'infanzia di Joshuu Higashikata, che è a sua volta innamorato di lei ma non ricambiato (Yasuho lo considera uno stalker).Il suo cognome è lo stesso di Koichi Hirose coprotagonista di Diamond is Unbreakable
Stand: Paisley Park ((ペイズリー・パーク?, Peizurī Pāku) - Inizialmente non sembra possedere uno Stand, dimostrando tuttavia di poter vedere la bolla prodotta dallo Stand di Josuke con l'aiuto della fotocamera del suo iPhone. Sulla sua gamba sono inoltre comparsi i segni di morso che erano già stati visti su Josuke e su Joshuu. In seguito sviluppa l'abilità Paisley Park che trasmette la propria voce tramite i cellulari, ed è in grado di trovare la migliore via di fuga da qualsiasi attacco o dare consigli sul movimento migliore da fare per ottenere garanzia totale di successo.

### Famiglia Higashikata (東方)
Discende da Norisuke Higashikata, partecipante storico della Steel Ball Run, e secondo classificato. Con il premio in denaro ottenuto, tornò in Giappone e aprì un'azienda di importazione di frutta esotica, un business ereditato dai suoi discendenti che ha reso molto ricca la famiglia. Pare che il primogenito di ogni generazione assuma il nome Norisuke alla morte del precedente. La famiglia è imparentata con i Joestar, dal momento che Johnny Joestar sposò Rina, la figlia di Norisuke. Si scopre inoltre che la famiglia Higashikata nasconde svariati segreti, fra cui quello di possedere degli Stand e di credere nelle maledizioni (il primo figlio di ogni generazione veste da donna fino ai 12 anni, per scacciare la sfortuna e le maledizioni). Il nome di tutti gli uomini della famiglia inizia con il kanji Jō (常). Tutti i membri della famiglia Higashikata sono dei portatori di Stand (una costante dei loro Stand è avere un nome che contiene la parola King)
- Norisuke Higashikata IV (四代目東方 憲助?, Yondaime Higashikata Norisuke)

Attuale capofamiglia e proprietario dell'azienda. Adotta Josuke, mettendolo subito a suo agio. Dietro alla sua gentilezza sembra però nascondersi una personalità più oscura e dominante nei confronti dei suoi famigliari: spesso sgrida il figlio Joushuu perché vada d'accordo con Josuke, comprandosi il suo silenzio con una paghetta. Non sembra avere in simpatia Yasuho, dal momento che le intima di non avere contatti con Joshu e Josuke, minacciandola di ripercussioni sulla sua famiglia.
Prima di assumere il nome Norisuke si chiamava Josuke Higashikata, scritto con gli stessi kanji del Josuke della quarta serie (e, ulteriore similitudine fra i due, entrambe le loro madri si chiamano Tomoko).
Stand: King Nothing (キング・ナッシング?, Kingu Nasshingu) - lo stand di Norisuke ha la forma di un umanoide composto dalle tessere di un puzzle, il che gli consente di separare alcune parti dal resto del corpo. Possiede l'abilità di seguire le tracce degli odori, e così facendo cambia il proprio aspetto fisico in modo da assomigliare all'oggetto o alla persona il cui odore sta seguendo. Non ha nessuna capacità d'attacco ma può raggiungere grandi distanze, essendo uno Stand automatico.
- Jobin Higashikata (東方 常敏?, Higashikata Jōbin)

Primo figlio di Norisuke. È sposato con Mitsuba e ha un figlio di nove anni, Tsurugi. Nonostante sia il figlio maggiore destinato a succedere al padre nella guida della famiglia, mostra di avere degli aspetti molto infantili. Secondo Tsurugi, Jobin è quel tipo di persona che "... crede di essere sempre durante le vacanze estive". Ciò nonostante è un grande uomo d'affari. Ama collezionare cervi volanti e guida una Lamborghini di colore d'oro. Si scoprirà in seguito che è una talpa e che fa parte della società degli uomini roccia. Nella speranza di prendere uno dei frutti per curare la sua famiglia dalla Maledizione Higashikata ed elevare il loro posto nella società, Jobin è disposto a spingere la sua famiglia al vertice con ogni mezzo necessario, anche fino all'omicidio. Morirà per mano di Wonder of U.
Il suo nome deriva dal musicista brasiliano Tom Jobim
Stand: "Speed King" (スピード・キング?, Supīdo Kingu) - Stand di aspetto umanoide che ha dimostrato di poter manipolare la temperatura producendo un intenso calore in un punto determinato.
- Mitsuba Higashikata (東方 密葉?, Higashikata Mitsuba)

Moglie di Jobin e madre di Tsurugi. Ha conosciuto il marito mentre faceva sponsor per la ditta di frutta esotica con il nome di "Miss Ciliegia". Dopo che si scopre di nuovo incinta, il Dr. Wu la prende di mira e rischia di uccidere lei e il feto, ma lo sconfiggerà insieme a Yasuho e userà un frutto di Rokakaka per salvare il bambino nella pancia, ma perderà il naso per via dello scambio equivalente del frutto, anche se a Jobin non sembra importare.
Stand: Awaking III Leaves (アウェイキング・Ⅲスリーリーブス?, Aweikingu Surī Rībusu) - stand a forma di uomo incappucciato, col potere di attaccare tramite l'energia vettoriale, dunque, creando frecce e spingendole su dei vettori.
- Tsurugi Higashikata (東方 つるぎ?, Higashikata Tsurugi)

Figlio di Jobin e Mitsuba, è il futuro erede dell'attività degli Higashikata. La sua stanza si trova dentro a un bunker sotto la casa perché essendo l'ultimo primogenito della famiglia Higashikata verrà colpito da una malattia che trasforma il corpo in pietra e l'unica cura è sacrificare un essere umano, come è già successo a Jobin e Norisuke prima di lui, e così vive nel bunker perché Norisuke pensa che potrà curarlo senza spargimenti di sangue. Diventa un grande amico di Yasuho e nonostante pensa che suo padre sia uno sbruffone, non vuole che lui soffra.
Stand: Paper Moon King (ペーパー・ムーン・キング?, Pēpā Mūn Kingu) -  si manifesta come un origami. Quando entra in contatto con una persona le fa perdere la cognizione della realtà, tanto che tutti i volti e le scritte le sembreranno identici. Questo stand ha un raggio d'azione di poche decine di metri, ma il suo effetto continua se Tsurugi si trova nelle vicinanze del bersaglio.
- Hato Higashikata (東方 鳩?, Higashikata Hato)

Prima figlia di Norisuke, ha 24 anni ed è una modella. Affascinante e narcisista, litiga spesso in maniera infantile con Joshu.
Stand: Walking Heart (ウォーキング・ハート?, Wōkingu Hāto) -  le consente di proiettare lunghi spuntoni dai talloni sui suoi piedi, permettendole di perforare i nemici da lontano usando le punte come missili o consentendole di camminare sui muri.
- Joshu Higashikata (東方 常秀?, Higashikata Jōshū)

Secondo figlio di Norisuke, ha 18 anni. Amico d'infanzia di Yasuho, di cui è innamorato. Studia sociologia all'università (Yasuho nota che è ironico che una persona priva di capacità sociali come lui studi una materia simile). Nel loro primo incontro tenta di uccidere Josuke, per difendere Yasuho ma finisce vittima del suo Stand. Da allora odia Josuke, sia per avergli sottratto Yasuho e sia per l'intrusione nella sua famiglia. Si calma solo per il rispetto verso il padre (che vorrebbe che i due andassero d'accordo) e per i soldi da lui ricevuti. Anche lui ha ricevuto un morso simile a quello di Josuke.
Stand: Nut King Call (ナット・キング・コール Natto Kingu Kōru?) - il potere stand di Joshuu gli consente di produrre dei bulloni dotati di dado. È in grado di applicare istantaneamente il bullone a qualsiasi cosa che non sia troppo spessa, senza causare danno. Se il dado viene svitato dal bullone, ciò che era stato perforato si staccherà lungo un taglio che attraversa il buco.
- Daiya Higashikata (東方 大弥?, Higashikata Daiya)

Seconda figlia di Norisuke, ha 16 anni. Cieca sin dalla nascita, si rifiuta però di essere trattata in modo speciale. È una fan del rock progressivo, in particolare della band "Yes".
Si innamora di Josuke (mostranosi gelosa verso Yasuho), che è stato assegnato a sua protezione e usa il suo Stand per sedurlo.
Stand: California King Bed (カリフォルニア・キング・ベッドちゃん?, Kariforunia Kingu Beddo-chan) - se una regola da lei imposta viene infranta e lei se ne accorge, è in grado di rubare i ricordi legati ad uno specifico argomento, che non è in grado di decidere, sotto forma di un pezzo degli scacchi con una sfera incastonata. Se vengono distrutti, anche i ricordi fanno la stessa fine. Se Daiya però si ritrova a pestare l'ombra della persona, questa riacquista i ricordi rubati.
- Kei Nijimura (虹村 京?, Nijimura Kei)

Domestica della famiglia. Si tratta in realtà della figlia di Holly Joestar-Kira (e come tale discendente del ramo cadetto della famiglia Higashikata), e dunque della sorella di Yoshikage Kira, che lavora in incognito in casa Higashikata per sorvegliare i membri della famiglia. Il suo cognome deriva da Okuyasu Nijimura coprotagonista della quarta serie. Verrà uccisa da Satoru Akefu.
Stand: Born This Way (ボーン・ディス・ウェイ?, Bōn Disu Uei) - è in grado di creare venti abbastanza potenti da congelare qualsiasi cosa. Se attivato in modalità automatica, si limita ad attaccare il suo obiettivo ogni volta che questi "apre" qualcosa (che si tratti di una porta, di un computer portatile o di un cellulare). Se un'altra persona, diversa dall'obiettivo, chiude l'oggetto che ha dato il via all'attacco, Born This Way sparisce. Lo stand ha l'aspetto di un motociclista con tanto di moto. Nella serializzazione originale del manga, il suo nome era  Going Underground (ゴーイング・アンダーグラウンド?, Gōingu Andāguraundo), ma Araki lo ha cambiato per la riedizione in volume.
- Kaato Higashikata (東方 花都?,  Higashikata Kāto)

Kaato è la ex moglie di Norisuke Higashikata e madre di Jobin, Hato, Joshu e Daiya Higashikata. In passato è stata condannata a 15 anni di prigione per l'omicidio di un bambino ma finora non sono stati rivelati ulteriori dettagli. Mentre scontava la pena Norisuke ha divorziato da lei dicendo ai figli che la madre era morta. Dopo essere stata rilasciata si presenta dalla famiglia determinata ad essere debitamente risarcita per il contributo fornito alla crescita dell'attività dei famiglia durante il tempo passato in carcere. Pare essere in combutta con Jobin, unico membro della famiglia che non sembra infastidito dalla sua presenza. Si sacrificherò per eliminare Tooru.
Stand: Space Trucking (スペース・トラッキング?, Supēsu Torakkingu) - può creare un mazzo di carte da gioco, posizionando un oggetto tra le carte, esso verrà immagazzinato dalle stesse, ricomparendo solo quando la carta che lo contiene viene pescata e girata.

### Umani Roccia
Gli Umani Roccia sono un misterioso gruppo di umani che si trasformano in pietra quando non sono coscienti. Una delle loro caratteristiche distintive è che sono organismi a base di silicio a differenza degli umani che sono organismi a base di carbonio. Vivono all'interno della società cercando di mantenere un basso profilo per non svelare la loro esistenza. 
Sono in qualche modo legati all'Albero di Rokakaka, mettendo a tacere chiunque apprenda dell'esistenza del primo. Pare siano in combutta con Jobin. Quelli finora comparsi sono divisi in due diverse fazioni:
- L'organizzazione per il contrabbando del Rokakaka

È il primo gruppo di Umani Roccia a comparire nella serie avendo causato gli eventi che hanno portato alla morte di Kira ed alla nascita di Josuke. La loro attività principale pare consistere nell'importazione via mare delle piante di Rokakaka, i cui frutti vengono venduti a caro prezzo a persone facoltose desiderose di guarire da difetti o menomazioni fisiche. I suoi membri sono stati tutti uccisi. Il loro leader era Tamaki Damo.
- Yotsuyu Yagiyama (八木山夜露?, Yagiyama Yotsuyu)

Primo Umano Roccia a comparire nella storia, era l'architetto che ha lavorato sulla ristrutturazione della Villa Higashikata. Inganna Tsurugi e cerca di uccidere Josuke per impedirgli di recuperare la memoria. Viene ucciso da Josuke.
Stand: I Am a Rock (アイ・アム・ア・ロック?, Ai Amu A Rokku) - stand in grado di attribuire una forza ai bersagli attirando un tipo di oggetto alla volta. Inoltre, è in grado di attrarre sassi su sé stesso per causare danni a persone o oggetti vicini a lui.
- Aisho Dainenjiyama (大年寺山 愛唱?, Dainenjiyama Aishō)

Umano Roccia che lavora come inserviente allo stadio di baseball di Morio e agisce come custode dell'albero Rokakaka fungendo anche da intermediario con gli acquirenti dei frutti. Attacca Yasuho e Tsurugi quando si rese conto che lo stavano seguendo. Muore travolto da un autobus grazie ai poteri di Tsurugi.
Stand: Doobie Wah! (ドゥービー・ワゥ！?, Dūbī Wau!) - è in grado di creare piccoli tornado che rintracciano automaticamente il bersaglio per mezzo del suo respiro.
- A. Phex Brothers  (エイ・フェックス兄弟?, Ei Fekkusu-kyōdai)

Due Umani Roccia gemelli che si atteggiano ad artisti di strada. Hanno avuto un ruolo attivo negli eventi che hanno portato alla morte di Yoshikage Kira e alla nascita di Josuke. Vengono uccisi da Karera.
Stand: Schott Key No.1 (ショット・キーNo.1?, Shotto Kī Nanbā Wan) - stand del maggiore dei due gemelli. La sua abilità principale consiste nello spostare gli oggetti toccati dal portatore con la mano sinistra sul moncherino della mano destra.
Stand: Schott Key No.2 (ショット・キーNo.2?, Shotto Kī Nanbā Tsū) - stand del più giovane dei due gemelli. Ha l'aspetto di una figura simile a una bambola che rilascia un potente gas veleno. Si nasconde all'interno di un pallone da calcio.
- Tamaki Damo (田最 環?, Damo Tamaki)

Proprietario di un servizio di lavanderia a gettoni. Diventa il fidanzato di Hato Higashikata per potersi infiltrare nella villa della sua famiglia alla ricerca di notizie sui suoi compagni sconfitti uccisi dai protagonisti. Viene ucciso da Josuke.
Stand: Vitamin C (ビタミンC ?, Bitamin Shī) - Vitamin C è in grado di "ammorbidire" i corpi umani per trasformarli in una sostanza malleabile come il mastice o viscosa come un liquido.
- L'Organizzazione di ricerca sul Rokakaka

È un gruppo che lavora in campo medico-scientifico, il cui interesse per il frutto di Rokakaka sembra derivare dal desiderio di apportare dei benefici alla propria razza.
- Urban Guerrilla (アーバン・ゲリラ?, Āban Gerira)

Conosciuto anche come Ryo Shimosato (下里 良 ?, Shimosato Ryō), lavora come medico gastroenterologo presso l'ospedale dell'Università TG. Viene incaricato di uccidere Rai Mamezuku sul mote Hanarero, con l'aiuto del suo animale domestico Doramifasolati Do combatte contro Mamezuku, Josuke e Yasuho, venendo sconfitto.
Stand: Brain Storm (ブレイン・ストーム?, Burein Sutōmu) - è uno stand formato da microscopici elementi di forma poligonale. Quando entra in contatto con un essere vivente penetra in profondità nel corpo e genera un fenomeno di emoolisi che ne scioglie la carne.
- Doremifasolati Do (ドレミファソラティ・ド?, Doremifasorati Do)

è un Animale Roccia che agisce come animale domestico di Urban Guerrilla, aiutandolo in battaglia. È in grado di muoversi agilmente sottoterra e ha un corpo cavo al cui interno può ospitare il proprio padrone per trasportarlo e proteggerlo.
- Poor Tom (プアー・トム?, Puā Tomu)

Un uomo di mezza età con l'apparenza corporea di un bambino. Con la collaborazione di Jobin intende attaccare la Villa Higashikata per impadronirsi del nuovo Rokakaka, sigillandola con il suo stand Ozon Baby. Viene ucciso da un misterioso assalitore.
Stand: Ozon Baby (オゾン・ベイビー?, Ozon Beibī) - Stand automatico a lungo raggio che sembra manifestarsi per tramite di un modellino LEGO della Casa Bianca. Ha anche una rappresentazione umanoide che compare come illusione intangibile. Può aumentare gradualmente la pressione negli spazi chiusi fino a livelli letali per gli occupanti. Inoltre, quando lo spazio chiuso viene aperto per un qualsiasi motivo, l'area si depressurizzerà molto velocemente infliggendo danni da depressurizzazione in pochi secondi.
- Wu Tomoki (羽うー 伴毅ともき?, Ū Tomoki)

È un chirurgo ortopedico e dermatologo cosmetico che lavora presso l'ospedale dell'Università TG. Viene visto per la prima volta da Yasuho mentre esamina l'orecchio destro di Mitsuba Higashikata e in seguito la cura con una cura di 200 milioni di yen che coinvolge il frutto di Rokakaka. Viene ucciso da Yasuho e Josuke.
Stand: Doctor Wu (ドクター・ウー?, Dokutā Ū) - è uno Stand privo di orma fisica che si manifesta solo tramite l'abilità del suo portatore di disintegrarsi in piccoli frammenti di pietra indipendenti l'uno dall'altro. In questa forma, il Dr. Wu può invadere il corpo di qualcuno e assumere il controllo dei suoi movimenti.
- Tooru (透龍?, Tooru)

È l'ex ragazzo delle superiori di Yasuho Hirose e lavora part-time come inserviente, presso l'ospedale dell'Università TG. Alla fine viene rivelato essere un Uomo Roccia e un portatore di Stand. Sotto l'identità di Satoru Akefu, è inoltre il direttore dell'ospedale dell'università TG. È la vera mente dietro le attività degli Uomini Roccia e l'antagonista principale della serie. Il suo obiettivo è ottenere la Nuova Rokakaka, costringendolo a scontrarsi con Josuke e la famiglia Higashikata. Ferito gravemente da Josuke, mangia uno dei nuovi frutti e tenta di avviare uno scambio, solo per essere bloccato da Kaato, che lo costringe a scambiare con Tsurugi e a ricevere la sua maledizione, uccidendo sia Tooru che se stessa.
Stand: Wonder of U (ワンダーオブユー?, Wandā Obu Yū) - Uno Stand che può anche assumere una forma umana di nome Satoru Akefu  (明負 悟?, Akefu Satoru). Quando viene attivato, chi dimostra l'intenzione di seguire il portatore (Tooru) o lo Stand (Satoru) sarà bersagliato dagli oggetti circostanti che si mettono in mezzo per intralciare o uccidere qualunque inseguitore. Verso la fine della serie viene rivelato che il suo Stand ha solo manipolato il flusso della calamità verso coloro che lo inseguivano, e che era una forza della natura stessa. Alla morte di Tooru, le calamità continuano ad attaccare Norisuke IV, venendo fermate solo da Josuke che le distrusse con Soft & Wet: Go Beyond.
- Dododo De Dadada (ドゥードゥードゥー・デ・ダーダーダー?, Dūdūdū De Dādādā)

Insetto roccia liberato da Satoru Akefu/Wonder of U per uccidere Josuke e Mamezuku. Può modificare la struttura degli oggetti come un mucchio di stecchi e creare piccoli "meccanismi" mortali.
- Obladi Oblada (オブラディ・オブラダー?, Oburadi Oburada)

Un secondo insetto liberato da Wonder of U per bloccare l'attacco finale di Josuke. Si attacca alla carne del bersaglio e diventa impossibile da rimuovere, moltiplicandosi a dismisura ogni volta che si tenta di estrarlo.
- Dolomite (ドロミテ?, Doromite), originariamente conosciuto come Masaji Dorokoma (泥駒 政次?, Dorokoma Masaji).

un Umano Roccia il cui corpo è stato parzialmente distrutto a seguito di un incidente con dell'elettricità ad alta tensione (oltre ad essere sfigurato è privo di tutti e quattro gli arti). Aiuta Jobin ad attaccare Josuke, incuriosito dagli effetti dello scambio equivalente avvenuto tra quest'ultimo e Kira. Sembra non appartenere ad alcuna fazione.
Stand: Blue Hawaii (ブルー・ハワイ?, Burū Hawai) - questo stand ha il potere di controllare a distanza le persone che hanno toccato parti del corpo del portatore o il sangue di una delle vittime, costringendole ad attaccare un bersaglio prescelto.

### Altri personaggi
- Yoshikage Kira (吉良 吉影?, Kira Yoshikage)

29 anni, è un dottore che prestava servizio su una nave. Josuke viene inizialmente scambiato per lui, in quanto i due si somigliano nell'aspetto e nell'abbigliamento, finendo anche vittima di un assalto da parte di Sasame Ojirou. Stando a Ojirou, Kira ha delle bellissime mani, tanto da usarle come calchi per delle sculture e colleziona ritratti della Gioconda e bottigliette contenenti delle unghie (vizio che era presente anche nel Kira Yoshikage del mondo di Diamond is Unbreakable).
È stato trovato morto vicino ai Muri di Occhi, a poca distanza da dove era stato trovato Josuke. Stando all'autopsia è morto per infarto. Il suo corpo era privo di testicoli. Kira è figlio di Holly Joestar e fratello maggiore di Kyo Nijimura. Appartiene quindi al ramo cadetto della famiglia Higashikata, discendente da Johnny Joestar e Rina Higashikata. Quando la madre mostra i sintomi di una malattia degenerativa apparentemente incurabile, si allea con Josefumi Kujo per sottrarre agli Umani Roccia un frutto di Rokakaka da usare per curarla tramite "scambio equivalente". I due vengono scoperti e nello scontro che ne segue Kira muore nei pressi del Muro di Occhi. Nel tentativo di salvarlo, Josefumi usa lo scambio equivalente fondendo tratti dei loro corpi e trasformandosi in Josuke.
Stand: Killer Queen (キラークイーン?, Kirā Kuīn) - l'abilità primaria di questo Stand consiste nella creazione di bolle di sapone che esplodono a contatto. Killer Queen inoltre è in grado di creare delle bombe chiamate "Sheer Heart Attack" che può controllare in remoto con precisione. Kira può scegliere quanto siano voluminose le bombe, ed è in grado di renderle abbastanza piccole da viaggiare attraverso il flusso sanguigno di una persona.
- Sasame Ojirou (笹目桜二郎?, Sasame Ōjirō)

Surfista. Ha incontrato Kira in passato, che lo ha provocato ed in qualche modo è riuscito a convincerlo a fargli mangiare le sue stesse dita. Per questo ha giurato vendetta a Kira. Organizza nell'appartamento di Kira una trappola, in cui finisce però Josuke, scambiato per il nemico a causa della somiglianza dei due. Viene poi sconfitto dal protagonista.
Stand: Fun, Fun, Fun (ファン・ファン・ファン?, Fan Fan Fan) - permette di controllare i movimenti di una persona. Quando la vittima si ferisce alle mani o ai piedi e Fun Fun Fun si trova su di essa (anche indirettamente, come al piano superiore di un edificio), al posto della ferita comparirà un marchio. Fintantoché Fun Fun Fun si trova sopra la persona sarà in grado di controllare i movimenti degli arti marchiati.
- Rai Mamezuku (豆銑 礼?, Mamezuku Rai)

31 anni, è il coltivatore di frutta personale di Norisuke Higashikata. Vive solo sul monte Hanarero, su una seggiovia attrezzata con i servizi di una casa vera e propria. Vista la sua abilità con le piante da frutto pare essere l'unico in grado di riconoscere la nuova pianta di Rokakaka ottenuta da Yoshikage Kira e Josefumi Kujo tramite innesto. Dopo essere stato rintracciato e attaccato dal nemico a causa della sua affiliazione con la famiglia Higashikata, Mamezuku decide di incontrarsi con Josuke e Yasuho, unendosi ai due nella loro ricerca del Rokakaka. Perde la vita quando rimane ferito a morte dalle bolle Soft e Wets a causa della calamità Wonder of U
Stand: Doggy Style (ド ギ ー · ス タ イ ル?, Dogī Sutairu) - questo stand è in grado di trasformare il corpo del suo portatore in un filo o in una corda, riuscendo così ad estendersi. Il filo ha la stessa sensibilità di mani e piedi, e riesce perfino ad afferrare oggetti. La sua forza dipende dall'estensione. Più il filo si allunga, più Rai Mamezuku perde pezzi del proprio corpo.
- Karera Sakunami  (作並 カレラ?, Sakunami Karera)

20 anni, è una bella ragazza dai capelli verdi e lunghi. Era innamorata follemente di Josefumi Kujo e testimone dello scambio equivalente tra quest'ultimo e Yoshikage Kira tramite il frutto di Rokakaka. Si innamorerà successivamente di Josuke che la aiutera a combattere gli A. Phex Brothers.
Stand: Love Love Deluxe (ラブラブデラックス?, Rabu Rabu Derakkusu) - è uno stand antropomorfo e arancione con una capigliatura afro. Permette a Kerera di controllare e modificare i capelli delle altre persone nel suo raggio d'azione. Karera usa il suo stand più come un lavoro che per combattere, infatti si fa pagare per modificare le acconciature dei clienti più vicini.
- Milagro Man (ミラグロマン?, Miraguro Man)

Era lo stand di un trafficante d'armi di un'epoca non specificata, impazzito e che uccise la sua stessa famiglia e probabilmente sé stesso. Lo stand agisce come una sorta di maledizione, ha il potere di creare soldi dal nulla e chiunque venga colpito da esso viene letteralmente "ricoperto di soldi" fino alla morte; infatti lo stand si fermerà solo finché il portatore non sarà morto o non lo passerà a qualcun altro facendogli distruggere i soldi o passandogli il giusto quantitativo di quando li ha ottenuti il portatore precedente. Se lo prenderà Joshu dopo aver rubato il portafogli a un uomo di nome Zaihei Nigatake, da lui precedentemente posseduto, per poi ridargli i soldi usati con l'inganno.
- Strada della Distorsione (カツアゲロード?, Katsuage Rōdo)

Un quartiere di Morioh noto per essere scena di numerose frodi dovute al potere stand degli alberi Gingko biloba.
Stand: Les Feuilles (オータム・リーブス?, Ōtamu Rībusu) - potere a forma di coccinelle che portano in direzione dritta, a tutta velocità, qualunque cosa tocchi le foglie secche degli alberi Gingko biloba quando sono in linea retta. Gli abitanti del quartiere abusano di questo stand per far schiantare i malcapitati contro le proprietà e, quindi, commettere frodi fiscali, tanto che mettono apposta le foglie cadute in linea retta.
- Holly Joestar-Kira  (吉良・ホリー・ジョースター?, Kira Hori Jōsutā)

La controparte di Holly Kujo nell'universo alternativo. Prima del terremoto, era l'oculista residente presso l'ospedale T.H, prima di andare in pensione e iniziare lavorare come professoressa all'università T.G. Quando Yasuho la trova, è una paziente dell'ospedale, avendo misteriosamente perso parte della memoria e delle funzioni mentali. In questa realtà, ha sposato Yoshiteru Kira e i suoi figli sono Yoshikage Kira e Kei Nijimura. È inoltre la figlia di Joseph Joestar e di Suzie Q, oltre che sorella di Barbara Ann Joestar. È un'utilizzatrice di Stand, dal momento che riesce a vedere il Paisley Park di Yasuho, oltre ad essere a conoscenza dello Stand di suo figlio. Tuttavia, sia il suo potere che il suo aspetto sono sconosciuti.
- Joseph Joestar (ジョセフ・ジョースター?, Josefu Jōsutā)

Conosciuto anche come Fumi ((文?, Fumi) è un diciassettenne vissuto a Morioh nel 1941, figlio di George Joestar III e di Elizabeth Joestar e nipote di Johnny Joestar. Dopo il furto del portafoglio, accetta un lavoro da Lucy Steel come facchino e guida durante il suo secondo viaggio investigativo in campagna. Dopo essere sfuggito per un pelo alla creatura di Radio Gaga, accompagna Lucy in America, dove conosce e sposa Suzi Q, da cui ha  due figlie, Holy Joestar-Kira e Barbara Ann Joestar. I suoi nipoti, Jodio e Dragona Joestar sono i personaggi principali di The JoJoLands.
Il suo Stand è simile allo stand Hermit Purple del Joseph Joestar originale, manifestandosi come tralci spinosi che fuoriescono dalla sua voglia e gli avvolgono le mani. A differenza dell'originale, questa versione può manifestarsi come umanoide, almeno parzialmente.

## Media
Il manga è stato serializzato in Giappone sulle pagine della rivista Ultra Jump di Shūeisha dal 19 maggio 2011 al 19 agosto 2021 e in seguito raccolto in 27 volumi tankōbon. In Italia è invece è stato pubblicato da Star Comics dal 17 aprile 2013 al 13 luglio 2022 in albi corrispondenti agli originali giapponesi.